# 吉隆坡体育城
吉隆坡体育城（英語：KL Sports City；前身称为武吉加里尔国家体育中心），也被称为国家体育中心，是马来西亚最大的综合体育中心，位于吉隆坡以南20公里的武吉加里尔，是全国唯一一座完全发展的体育综合体。该发展源自马来西亚第4任首相马哈迪·莫哈末为了1998年共和联邦运动会的举办而建造使用。2017年，为迎接第29届东运会的举办，对现有的体育区进行了升级和改造，这些体育区也成为吉隆坡体育城综合体的一部分，并全年为马来西亚社区提供体育及娱乐设施。

## 创立历史
最初的主要体育场武吉加里尔国家体育场建于1995年1月1日，是为举办1998年共和联邦运动会而建造，该体育场于1998年1月1日竣工。1998年运动会后，该体育场承办了往后大部分比赛，此后也一直没有进行过翻新或更新。由于维护不当，体育场仍在使用过时的技术和记分牌来展示体育和赛事信息。由于体育场最初是为庆祝活动和体育赛事而建造的，因此它的技术功能很少，并且不适合举办大型活动。直到2015年，为了迎接2017年举办的东南亚运动会和残疾人运动会，而作为吉隆坡体育城项目改造而成。

### 升级与改造
吉隆坡体育城项目的催化剂是2017年第29届东南亚运动会和第9届东盟残疾人运动会的主办，这是马来西亚相隔16年后，再度成为东运会主办国，重返体育盛事的重要舞台。2015年，马来西亚政府投入16.3亿令吉，宣布将国家体育中心升格为集体育竞赛和休闲娱乐于一身的吉隆坡体育城。工程以换地作为条件，将升级及改造的工程合约颁发给马资源有限公司（MRCB）。首期工程的成本预算为5亿令吉，主要是翻新、装修和提升体育区及相关公共基本设施。第二期工程则是11亿令吉，施工范围包括提升吉隆坡体育城、发展一座体育中心、商场、会展中心、体育博物馆、图书馆、青年公园等。然而在2017年4月21日，因交换的土地面积减少，缩小了工程配套，包括项目预算金额。合约价值从16亿令吉减至13.4亿令吉，但首期工程成本预算却从5亿令吉走高至10.35亿令吉，第二期则从11亿令吉降至1.3亿令吉。
该项目由负责规划设计的博普乐思（Populous）与兴建地产开发商马资源有限公司（MRCB） 共同合作开发，从2016年5月开始动工。最初被要求在18个月内对现有的体育区完成设计和场地改造。不过在该团队不分昼夜的赶工下，第一阶段的工程在15个月内就完成。在2017年7月完成的第一阶段的工程中，该团队通过改造、更新和连接现有设施，创造了更多公共绿地和自然遮荫的环境，并在林荫大道上增加一条1.4公里的合成橡胶跑道、脚踏车道和遮阳篷，在轻快铁站至体育场之间搭建有盖人行道。
第二阶段的工程于2018年开始，目标是将包括住宅、零售和商业设施，如会议中心、旅馆、公园、图书馆和体育博物馆纳入吉隆坡体育城的一部分，以更好地容纳非体育活动，如音乐会、婚礼、会议、产品发布、博览会销售和展览。

## 结构和设施
吉隆坡体育城的主要区域由五座基本的体育建筑组成，每栋建筑均按照国际认证标准设计和建造。整个吉隆坡体育城包括了以下设施：
- 武吉加里尔国家体育场
- 亚通体育馆
- 国家曲棍球场
- 国家壁球中心
- 国家水上中心
- 国家网球中心
- 大城堡站
- 武吉加里爾站

## 荣誉与奖项
在2017年7月完成第一阶段的翻新工程后，吉隆坡体育城在同年11月德国柏林举办的世界建筑节（WAF）924个提名中，入围15强。而负责吉隆坡体育城工程的马资源公司更在2017年荣获第13届国家职业安全与健康协会（MOSHPA）工程与建筑OSHE管理优秀大奖，以及建筑业发展委员会 （CIDB）颁发的5星建筑安全与卫生评估机制SHASSIC奖。
在泰国曼谷举办的2018-2019年亚太房地产大奖中，吉隆坡体育城获得外部照明设计奖，而位于吉隆坡体育城内的武吉加里尔国家体育场则在荷兰阿姆斯特丹的世界体育场大会的颁奖典礼上，被评为2018年度最佳体育场。同年，吉隆坡体育城也获得了新加坡优良设计标志奖（SG MARK）。

## 重大体育赛事
- 2023Jojo的奇妙冒险之天堂之眼
- 2017年东盟残疾人运动会
- 2017年东南亚运动会
- 2011年利物浦足球俱乐部亚洲巡回
- 2011年切尔西足球俱乐部亚洲夏季巡回
- 2010年阿森纳足球俱乐部赛季前亚洲巡回
- 2010年東南亞足球錦標賽
- 2009年ATP世界巡回赛250系列赛事主办国
- 2009年东南亚残疾人运动会
- 2009年曼徹斯特聯足球俱樂部亚洲巡回赛
- 2008年东南亚学生运动会
- 2007年亞足聯亞洲盃
- 2007年青年冠军杯（英语：2007 Champions Youth Cup）
- 2006年远东及南太平洋残疾人运动会
- 2003年巴克莱亚洲杯（英语：2003 FA Premier League Asia Cup）主办国
- 2001年东南亚残疾人运动会（英语：2001 ASEAN Para Games）
- 2001年东南亚运动会
- 2001年曼徹斯特聯足球俱樂部亚洲巡回赛
- 馬來西亞盃一1998年后
- 馬來西亞足總盃一1998年后
- 1998年共和联邦运动会